# جاك ريتشر (فلم)
جاك ريتشر (بالإنجليزية: Jack Reacher) هو فيلم جريمة أمريكي 2012 من كتابة وإخراج كريستوفر ماكويرى وبطولة توم كروز بدور جاك ريتشر. الفيلم مقتبس عن رواية الكاتب البريطاني لي شايلد في 2005 بعنوان "one shot". دخل الفيلم حيز الإنتاج في أكتوبر 2011، وأكتمل في يناير 2012. تم تصويره بالكامل في بيتسبرغ، بنسيلفانيا.
كان من المقرر عرض الفيلم في 15 ديسمبر، لكنه تأجل بسبب حادثة أطلاق نار حدثت في 14 ديسمبر. تم طرح الفيلم في 21 ديسمبر لأمريكا الشمالية والشرق الأوسط، وفي 26 ديسمبر،2012 للمملكة المتحدة. تلقى الفيلم مراجعات من متوسطة إلى إيجابية من النقاد، حيث حصل على معدل 10/6.2 من موقع Rotten Tomatoes حيث وصف الفيلم «جاك ريتشر فيلم جريمة وتشويق فوق المتوسط مع أداء سلس وكارزمي من قبل توم كروز.»

## القصة
بعد أن يقتل قناص 5 أشخاص في بيتسبرغ، بنسيلفانيا. تقوم الشرطة بأعتقال رجل يدعى جيمس بار، قناص سابق في الجيش، الذي يطلب منهم الاتصال بجاك ريتشر، ضابط سابق في الشرطة العسكرية. يعمل كمحقق لدى محامي دفاع بارع، يكشف ريتشر النقاب عن قضية تضم قاتل مأجور وشخص روسي يعرف ب«الزيك».

## وصلات خارجية
- مقالات تستعمل روابط فنية بلا صلة مع ويكي بيانات